# Castellar de la Muela
Castellar de la Muela là một đô thị trong tỉnh Guadalajara, Castile-La Mancha, Tây Ban Nha. Theo điều tra dân số 2004 census (INE), the municipality had a population of 42.